# 1870 год
1870 (ты́сяча восемьсо́т семидеся́тый) год  по григорианскому календарю — невисокосный год, начинающийся в субботу. Это 1870 год нашей эры, 10‑й год 7‑го десятилетия XIX века 2‑го тысячелетия, 1‑й год 1870‑х годов. Он закончился 155 лет назад.
| Пн | Вт | Ср | Чт | Пт | Сб | Вс |
|    |    |    |    |    | 1  | 2  |
| 3  | 4  | 5  | 6  | 7  | 8  | 9  |
| 10 | 11 | 12 | 13 | 14 | 15 | 16 |
| 17 | 18 | 19 | 20 | 21 | 22 | 23 |
| 24 | 25 | 26 | 27 | 28 | 29 | 30 |
| 31 |    |    |    |    |    |    |

| Пн | Вт | Ср | Чт | Пт | Сб | Вс |
|    | 1  | 2  | 3  | 4  | 5  | 6  |
| 7  | 8  | 9  | 10 | 11 | 12 | 13 |
| 14 | 15 | 16 | 17 | 18 | 19 | 20 |
| 21 | 22 | 23 | 24 | 25 | 26 | 27 |
| 28 |    |    |    |    |    |    |

| Пн | Вт | Ср | Чт | Пт | Сб | Вс |
|    | 1  | 2  | 3  | 4  | 5  | 6  |
| 7  | 8  | 9  | 10 | 11 | 12 | 13 |
| 14 | 15 | 16 | 17 | 18 | 19 | 20 |
| 21 | 22 | 23 | 24 | 25 | 26 | 27 |
| 28 | 29 | 30 | 31 |    |    |    |

| Пн | Вт | Ср | Чт | Пт | Сб | Вс |
|    |    |    |    | 1  | 2  | 3  |
| 4  | 5  | 6  | 7  | 8  | 9  | 10 |
| 11 | 12 | 13 | 14 | 15 | 16 | 17 |
| 18 | 19 | 20 | 21 | 22 | 23 | 24 |
| 25 | 26 | 27 | 28 | 29 | 30 |    |

| Пн | Вт | Ср | Чт | Пт | Сб | Вс |
|    |    |    |    |    |    | 1  |
| 2  | 3  | 4  | 5  | 6  | 7  | 8  |
| 9  | 10 | 11 | 12 | 13 | 14 | 15 |
| 16 | 17 | 18 | 19 | 20 | 21 | 22 |
| 23 | 24 | 25 | 26 | 27 | 28 | 29 |
| 30 | 31 |    |    |    |    |    |

| Пн | Вт | Ср | Чт | Пт | Сб | Вс |
|    |    | 1  | 2  | 3  | 4  | 5  |
| 6  | 7  | 8  | 9  | 10 | 11 | 12 |
| 13 | 14 | 15 | 16 | 17 | 18 | 19 |
| 20 | 21 | 22 | 23 | 24 | 25 | 26 |
| 27 | 28 | 29 | 30 |    |    |    |

| Пн | Вт | Ср | Чт | Пт | Сб | Вс |
|    |    |    |    | 1  | 2  | 3  |
| 4  | 5  | 6  | 7  | 8  | 9  | 10 |
| 11 | 12 | 13 | 14 | 15 | 16 | 17 |
| 18 | 19 | 20 | 21 | 22 | 23 | 24 |
| 25 | 26 | 27 | 28 | 29 | 30 | 31 |

| Пн | Вт | Ср | Чт | Пт | Сб | Вс |
| 1  | 2  | 3  | 4  | 5  | 6  | 7  |
| 8  | 9  | 10 | 11 | 12 | 13 | 14 |
| 15 | 16 | 17 | 18 | 19 | 20 | 21 |
| 22 | 23 | 24 | 25 | 26 | 27 | 28 |
| 29 | 30 | 31 |    |    |    |    |

| Пн | Вт | Ср | Чт | Пт | Сб | Вс |
|    |    |    | 1  | 2  | 3  | 4  |
| 5  | 6  | 7  | 8  | 9  | 10 | 11 |
| 12 | 13 | 14 | 15 | 16 | 17 | 18 |
| 19 | 20 | 21 | 22 | 23 | 24 | 25 |
| 26 | 27 | 28 | 29 | 30 |    |    |

| Пн | Вт | Ср | Чт | Пт | Сб | Вс |
|    |    |    |    |    | 1  | 2  |
| 3  | 4  | 5  | 6  | 7  | 8  | 9  |
| 10 | 11 | 12 | 13 | 14 | 15 | 16 |
| 17 | 18 | 19 | 20 | 21 | 22 | 23 |
| 24 | 25 | 26 | 27 | 28 | 29 | 30 |
| 31 |    |    |    |    |    |    |

| Пн | Вт | Ср | Чт | Пт | Сб | Вс |
|    | 1  | 2  | 3  | 4  | 5  | 6  |
| 7  | 8  | 9  | 10 | 11 | 12 | 13 |
| 14 | 15 | 16 | 17 | 18 | 19 | 20 |
| 21 | 22 | 23 | 24 | 25 | 26 | 27 |
| 28 | 29 | 30 |    |    |    |    |

| Пн | Вт | Ср | Чт | Пт | Сб | Вс |
|    |    |    | 1  | 2  | 3  | 4  |
| 5  | 6  | 7  | 8  | 9  | 10 | 11 |
| 12 | 13 | 14 | 15 | 16 | 17 | 18 |
| 19 | 20 | 21 | 22 | 23 | 24 | 25 |
| 26 | 27 | 28 | 29 | 30 | 31 |    |

## События

### Январь
- 2 января — Наполеон III назначил премьер-министром Франции депутата Эмиля Оливье[1].
- 10 января
  - В Париже принц Пьер Наполеон Бонапарт без объяснений застрелил журналиста Виктора Нуара, секунданта оппозиционного издателя Анри Рошфора. Это вызвало возмущение в обществе и усилило недовольство династией Бонапартов[2].
  - Бывший президент Гаити Сильвен Сальнав захвачен войсками генерала Кабраля и выдан новым властям Гаити. 15 января он был расстрелян согласно приговору военного трибунала по обвинению в государственной измене и массовых убийствах[3].
  - В США принят акт об утверждении первого крупного нефтяного треста Стандарт Ойл[4].
- 12 января — в Париже похороны журналиста Виктора Нуара едва не переросли в восстание против династии Бонапартов[2].
- 16 января — Законодательный корпус Франции принял решение наказать оппозиционного издателя Анри Рошфора[2].

### Февраль
- 5 февраля в Филадельфии состоялся первый в мире сеанс проекции «живой фотографии» при помощи «Фазматропа» Генри Хейла. На экран с помощью «волшебного фонаря» последовательно проецировались 12 диапозитивов вальсирующей пары, создавая иллюзию движения[5].
- 17 февраля — в парламент Великобритании внесён законопроект об обязательном посещении школы детьми от 5 до 12 лет[6].
- 22 февраля — подавлено восстание на севере Мексики[4].

### Март
- 1 марта — в бою у лагеря Сьерра-Кора бразильская армия разбила остатки войск Парагвая. Президент Парагвая маршал Франсиско Солано Лопес убит. Парагвайская война фактически завершена[4].
- 9 марта — Законодательный корпус Франции распространил на Алжир режим гражданского правления[4].
- 19 марта — Национальное собрание Гаити в Порт-о-Пренсе избрало генерала Жана Николя Ниссаж-Саже президентом республики на четыре года.
- 20 марта — свергнут президент Венесуэлы Хосе Руперто Монагас[4].
- 21 марта — Верховный суд Франции в Блуа оправдал принца Пьера Бонапарта, застрелившего журналиста Виктора Нуара. Это вызвало во Франции взрыв возмущения[7].
- 27 марта — в Северогерманском союзе начата общая реформа эмиссионных банков[4].
- 28 марта — правительство Эмиля Оливье внесло в Сенат и Законодательный корпус проект новой конституции Франции[7].
- 30 марта — в США вступила в силу Пятнадцатая поправка к конституции США, утвердившая активное избирательное право для цветного населения и бывших рабов[4].

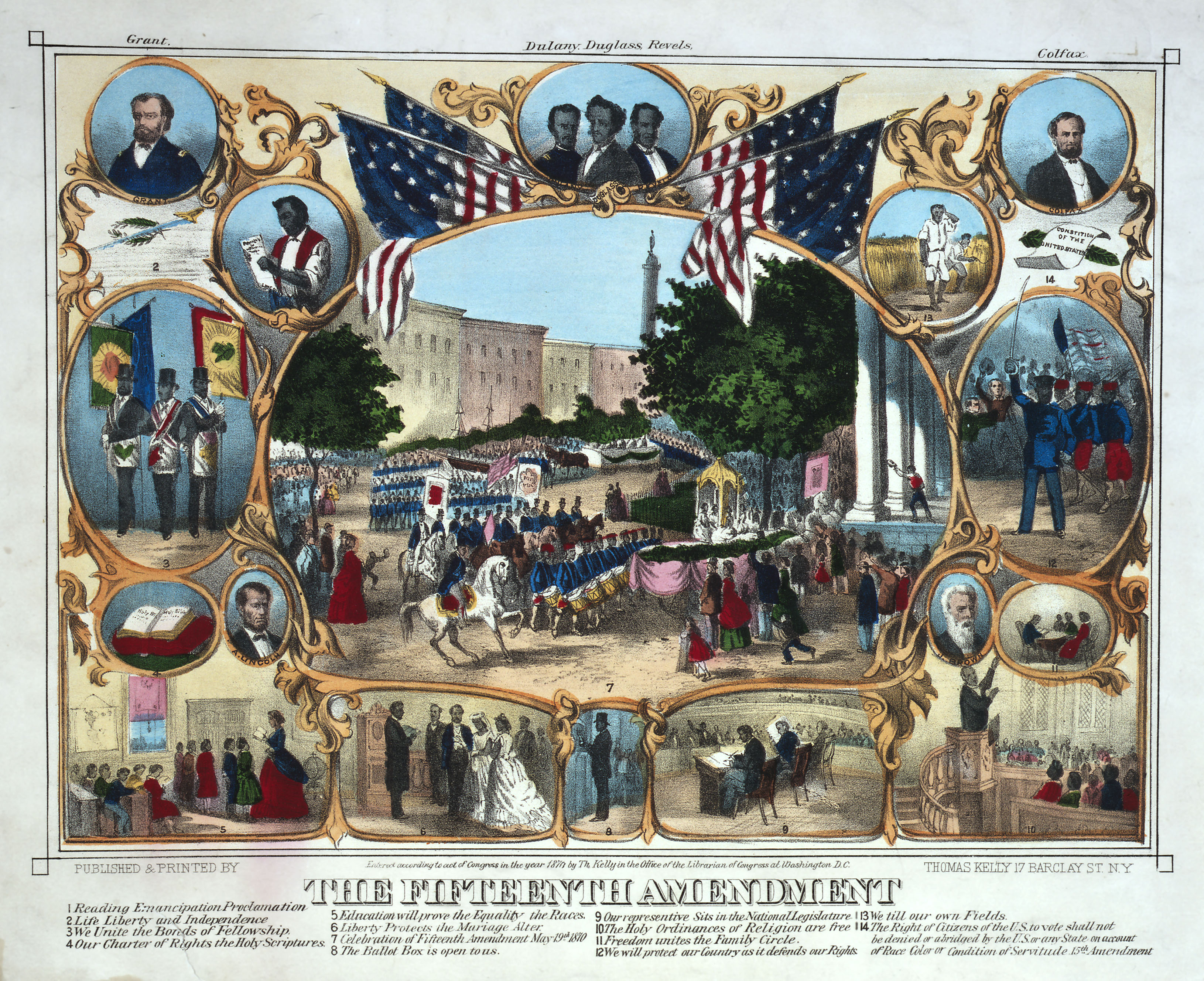
30 марта: Пятнадцатая поправка к конституции США

### Апрель
- 1 апреля — по истечении срока полномочий ушёл в отставку и уехал в своё имение президент Соединённых Штатов Колумбии генерал Сантос Гутьеррес. На пост президента вступил генерал Эусторхио Сальгар Морено[4].
- 11 апреля — в Паласио Сан Хосе застрелен заговорщиками губернатор провинции Энтре-Риос, бывший президент Аргентинской конфедерации генерал Хусто Хосе де Уркиса[4].
- 12 апреля — в Австро-Венгрии сформировано правительство графа Альфреда Потоцкого[4].
- 21 апреля — принятие I Ватиканским собором «Догматической конституции католической веры».
- 23 апреля — Наполеон III обратился к народу с прокламацией, в которой призвал поддержать проект конституции и облегчить передачу короны его наследнику. На следующий день во Франции началось обсуждение конституции, которое шло по 5 мая[1].
- 27 апреля — генерал Антонио Гусман Бланко сверг временное правительство Венесуэлы и возглавил страну[4].

### Май
- 8 мая — во Франции на плебисците утверждена новая конституция[8].
- 12 мая — парламент Канады по требованию жителей центральной части страны принял Манитобский акт, согласно которому была создана новая провинция Канады — Манитоба[9].
- 15 мая — Фердинанд Саксен-Кобургский вторично отказался от предложения занять престол Испании[10].
- 17 мая — в Аргентине открыта Центрально-аргентинская железная дорога[4].
- 19 мая — в Португалии совершён военный переворот, в ходе которого свергнуто правительство Нуно ди Моура Баррету, герцога Луле. Парламент распущен, главой правительства назначен маршал Жоан Карлуш ди Салданья[11].
- 21 мая — во Франции вступила в силу новая конституция Второй империи[8].
- 24 мая — президент США Улисс Грант издал прокламацию против вторжения фениев в Канаду[4].
- 26 мая — в Российской империи издано «Положение о поземельном устройстве государственных поселян, водворённых на землях высшего мусульманского сословия, а равно меликов из армян, в губерниях Закавказских: Елизаветпольской, Бакинской, Эриванской и части Тифлисской»[12].
- 31 мая — в Северогерманском союзе введён новый союзный уголовный кодекс[4].

### Июнь
- 1 июня — перепись населения США.

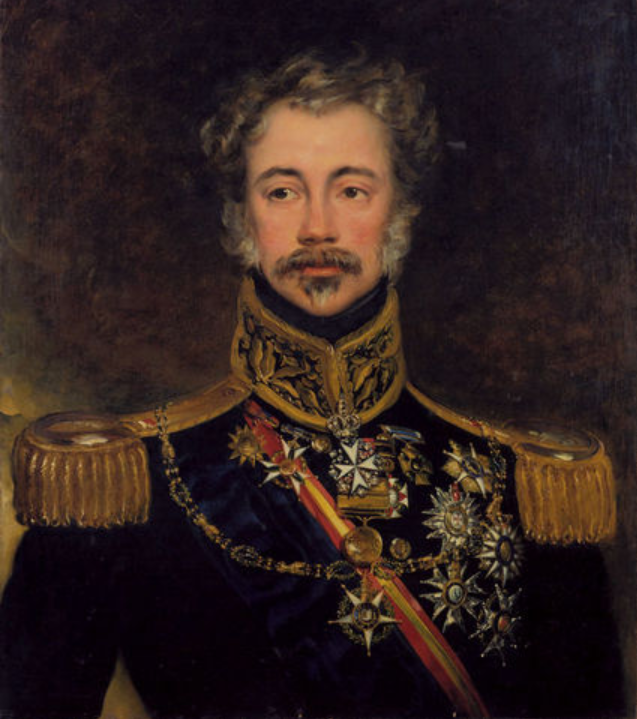
19 мая: после военного переворота в Португалии к власти пришёл маршал Салданья

- 11 июня — в Северогерманском союзе издан закон о порядке образования акционерных компаний[4].
- 16 июня — принятие Городового положения Александром II.
- 21 июня — в Тяньцзине (Китай) произошли выступления против иностранцев[4].
- 22 июня — правительство Франции запретило Французскую секцию Первого интернационала, восстановленную социал-демократами в начале года[13].
- 25 июня — свергнутая королева Испании Изабелла II в Париже отреклась от престола в пользу своего сына инфанта Альфонсо[4].
- 26 июня — Колумбия и США подписали договор о строительстве Панамского канала[4].

### Июль
- 2 июля — в Бельгии ушло в отставку либеральное правительство Юбера Фрере-Орбана, потерпевшее поражение на выборах. Сформирован католический кабинет Жюля Жозефа[14].
- 6 июля — министр иностранных дел Франции герцог Аженор де Грамон заявил, что Франция не допустит вступления на престол Испании двоюродного брата короля Пруссии принца Леопольда Гогенцоллерна-Зигмарингена[15].
- 11 июля — Австро-Венгрия известила Францию, что не намерена вступать в войну с Пруссией[16].
- 12 июля — Испания уведомила Францию, что Антон Гогенцоллерн от имени своего сына Леопольда Гогенцоллерна-Зигмарингена отказался от испанской короны[15].
- 13 июля — Эмсская депеша — повод к началу Франко-прусской войны[17].
- 15 июля
  - Глава правительства Франции Эмиль Оливье объявил в Законодательном корпусе о предстоящей войне с Пруссией. Утверждены четыре закона о военных кредитах[18].
  - В Пруссии отдан приказ о мобилизации[19].
  - В конгресс США допущены представители штата Джорджия. Окончание Реконструкции Юга[4].
- 16 июля — Италия отказалась вступить с Францией в союз против Пруссии из-за отказа Наполеона III отдать ей Рим[16].
- 19 июля
  - Наполеон III объявил войну Пруссии и принял на себя верховное командование. Законодательный корпус распущен на каникулы[18].
  - Союзный рейхстаг Северогерманского союза принял решение об оказании военной помощи Пруссии. Войну Франции в ближайшие часы объявили Бавария, Вюртемберг, Баден и Гессен[4].
- 22 июля — премьер-министр Испании генерал Хуан Прим вновь предложил Фердинанду Саксен-Кобургскому испанскую корону. Начались переговоры[10].
- 23 июля — Генеральный совет I интернационала распространил написанное Карлом Марксом воззвание к рабочим всех стран, в котором фактически принял сторону Пруссии во франко-прусской войне[20].
- 24 июля
  - Российская империя объявила о своём условном нейтралитете в франко-прусской войне[21].
  - В Нью-Йорк прибыл первый поезд из Сан-Франциско, впервые проделавший путь от Западного к Восточному побережью США[4].
- 28 июля — Наполеон III выехал из Парижа к армии[22].
- 30 июля — Фердинанд Саксен-Кобургский окончательно отказался от испанской короны ввиду нежелания Португалии объединяться с Испанией[10].
- 31 июля — в Новой Зеландии британские войска подавили третье восстание племён маори[4].

### Август
- 1 августа — Великобританией принят земельный закон для Ирландии[4].
- 2 августа — французская армия вторглась в Германию и заняла Саарбрюккен[19].
- 4 августа — французская армия потерпела поражение при Виссамбуре и оставила Саарбрюккен, открыв прусским войскам дорогу на Страсбург и Мец[19].
- 6 августа — 1-я германская армия генерала Карла Штейнмеца наносит поражение при Шпихернских высотах на реке Сааре 2-му корпусу генерала Шарля Огюста Фроссара. Прусская армия взяла Форбах, открыв себе путь в Лотарингию. Французские армии маршалов Патриса де Мак-Магона и Франсуа Базена отрезаны друг от друга[19].
- 7 августа — в Париже начались волнения с антиимперскими лозунгами и требованиями раздачи оружия населению[23].
- 9 августа — в Великобритании принят закон о начальном образовании[4].
- 10 августа — во Франции отправлено в отставку правительство Эмиля Оливье. Новым главой кабинета назначен командующий десантной армией генерал Шарль Кузен-Монтобан, граф Паликао[23].
- 11 августа
  - Великобритания и Франция заключили конвенцию о неприкосновенности и независимости Бельгии[4].
  - Во Франции вновь создана Национальная гвардия[24].
- 12 августа — Наполеон III в Меце сложил с себя полномочия главнокомандующего, которые перешли к маршалу Франсуа Ашилю Базену[25].
- 14 августа
  - 1-я германская армия генерала Карла Штейнмеца в сражении при Коломбе-Нуйи вынудила французскую Рейнскую армию маршала Франсуа Ашиля Базена отойти в район Меца[26].
  - В Палермо арестован Джузеппе Мадзини[4].
- 15 августа — Алжир объявлен на осадном положении[4].
- 27 августа — испанские карлисты подняли восстание в Наварре против правительства в Мадриде. Быстро подавлено[4].
- 29 августа — министр иностранных дел Италии Эмилио Висконти-Веноста заявил, что правительство Италии во Флоренции считает себя вправе занять «свою столицу» — город Рим[27].
- 30 августа — в Португалии ушло в отставку правительство маршала Салданьи. Новым премьер-министром стал Бернарду ди Са Ногейра ди Фигейреду, виконт ди Са Бандейра[28].

### Сентябрь

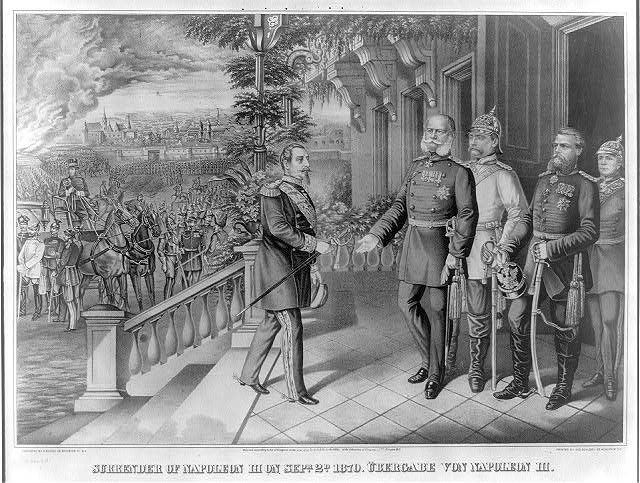
2 сентября: капитуляция Наполеона III при Седане

- 1 сентября — Битва при Седане, разгром наполеоновской армии пруссаками[29].
- 2 сентября — Наполеон III в Седане сдаётся вместе с 83-тысячной армией[29].
- 3 сентября — императрица Евгения через Проспера Мериме предложила Адольфу Тьеру возглавить правительство Франции. Тот отказался[24].
- 4 сентября — Сентябрьская революция во Франции. Наполеон III низложен, провозглашена республика[24].
- 6 сентября — правительство Италии уведомило новое правительство Франции, что не считает себя связанным прежними обязательствами в отношении Рима. В ответ Франция предоставила Италии полную свободу действий[27].
- 7 сентября
  - императрица Евгения покинула Довиль и на британской яхте отплыла из Франции в Англию[30].
  - Новый министр иностранных дел Франции Жюль Фавр начал через посольство России искать пути для переговоров с Пруссией[31].
- 8 сентября — король Италии Виктор Эммануил II предъявил папе Римскому Пию IX ультиматум с требованием присоединения Рима к Италии. Папа отказался от переговоров[27].
- 12 сентября — итальянская армия и добровольцы начали поход на Рим[4].
- 19 сентября
  - состоялось торжественное открытие однопутной Московско-Смоленской железной дороги нормальной колеи. Первый пассажирский поезд отправился из Москвы в Смоленск.
  - Прусская армия начала осаду Парижа[32].
  - Министр иностранных дел Франции Жюль Фавр встретился с канцлером Бисмарком в Шато-де-Феррье. Территориальные претензии Пруссии отвергнуты[31].
- 20 сентября — итальянская армия генерала Рафаэле Кадорна вступила в Рим[27].

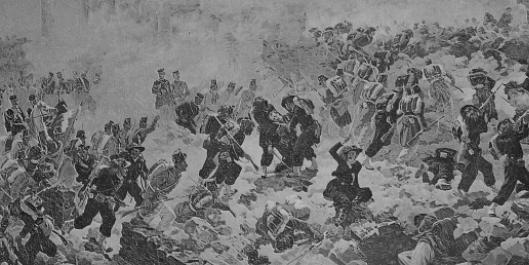
20 сентября: Объединение Италии. Итальянская армия прорывается в Рим через ворота Пия.

### Октябрь
- 2 октября — присоединение Рима к Итальянскому королевству по итогам народного голосования в бывшей Папской области, завершившее объединение Италии[27].
- 7 октября — Леон Гамбетта на воздушном шаре «Арман Барбес» вылетел из осаждённого Парижа в Тур для организации сопротивления в провинциях[33].
- 13 октября — в Мексике объявлена всеобщая амнистия[4].
- 18 октября — Леон Гамбетта в Туре объявил себя военным министром и министром внутренних дел[33].
- 27 октября — армия маршала Франсуа Ашиля Базена капитулировала в Меце[34].
- 28 октября — национальная гвардия Парижа отбила у прусской армии селение Ле-Бурже и удерживало его два дня[34].
- 31 октября — восстание частей Национальной гвардии в Париже. Правительство арестовано, создан Комитет общественного спасения. Ночью восстание подавлено, члены правительства освобождены[35].

### Ноябрь

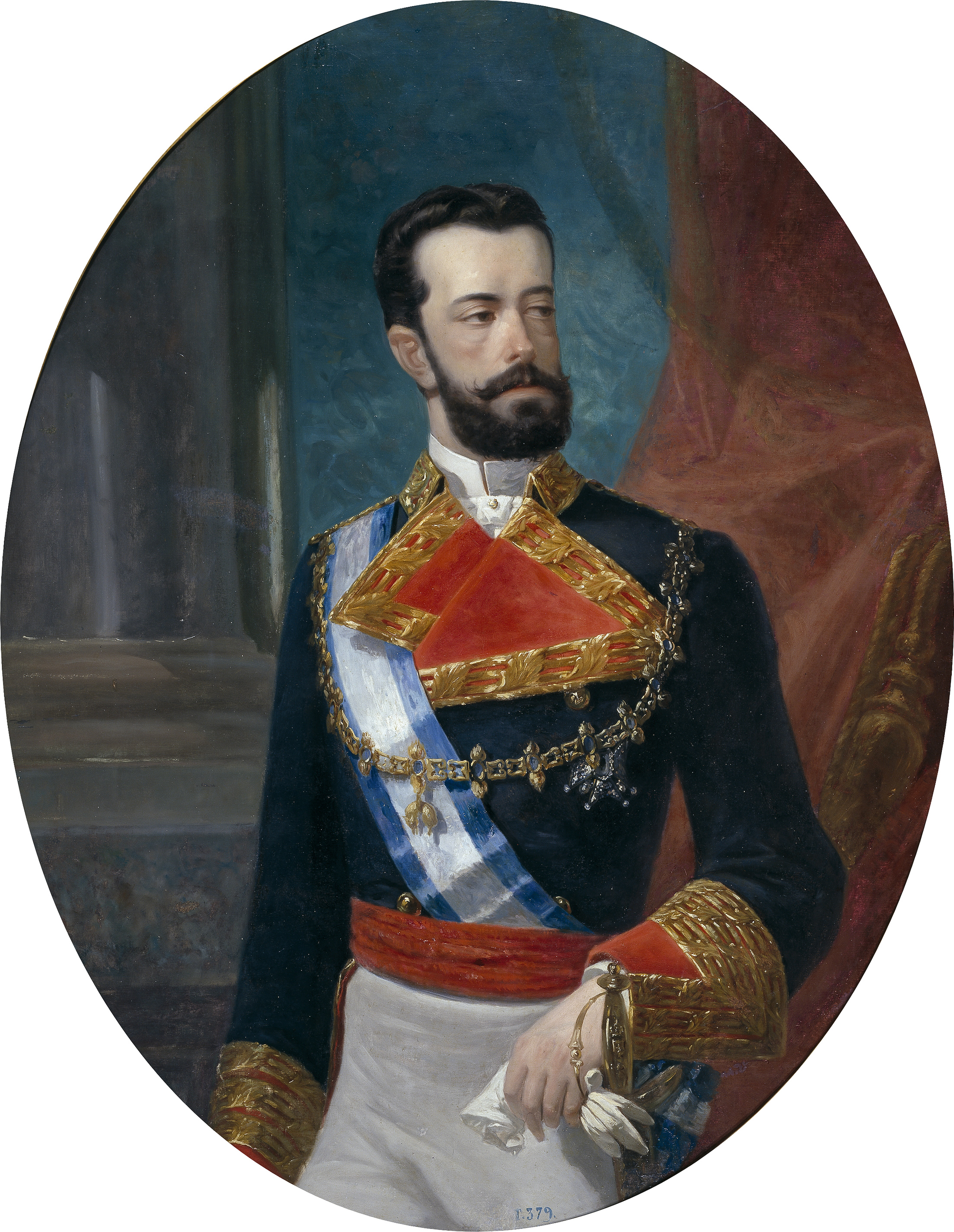
16 ноября: Амадей Савойский — новый король Испании

- 1 ноября — в США Бюро погоды (позднее переименованное в Национальную метеорологическую службу) делает свой первый официальный метеорологический прогноз[36].
- 3 ноября
  - На контролировавшейся французским правительством территории Франции проведён плебисцит, во время которого большинство поддержало правительство национальной обороны Франции во главе с генералом Луи Жюлем Трошю[35].
  - Прусская армия начала осаду крепости Бельфор[37].
- 7 ноября — Луарская армия генерала Орелля де Паладина освободила от прусских войск Орлеан[38].
- 9 ноября
  -  — произошёл бой у Гаваны, единственное морское сражение франко-прусской войны.
  -  — французская армия одержала победу над пруссаками в битве при Кульмье[39].
- 10 ноября — Парламентские выборы в Италии
- 15 ноября — заключён договор о присоединении Бадена и Гессен-Дармштадта к Северогерманскому союзу[4].
- 16 ноября — кортесы Испании избрали королём Амадея Савойского[40][41].
- 22 ноября — начались трёхдневные уличные волнения в Брюсселе[4].
- 23 ноября — заключён договор о присоединении Баварии к Северогерманскому союзу[4].
- 25 ноября — заключён договор о присоединении Вюртемберга к Северогерманскому союзу[4].
- 28 ноября — союзный рейхстаг Северогерманского союза выделил военные кредиты для продолжения войны с Францией. Против голосовали социал-демократы Август Бебель и Вильгельм Либкнехт[4].
- 29 ноября — началась битва при Вилье, которая продолжалась по 4 декабря.

### Декабрь
- 2 декабря — Рим провозглашён столицей Италии[4].
- 4 декабря — прусская армия вновь взяла Орлеан[38].
- 7 декабря — Битва при Божанси (1870) происходила с 7 по 10 декабря 1870 года во время Франко-прусской войны.
- 9 декабря в день св. Георгия была торжественно основана Община сестёр милосердия св. Георгия, которая стала первой общиной сестёр милосердия в Петербурге, созданной в ведении Российского общества Красного Креста.
- 10 декабря — союзный рейхстаг Северогерманского союза 188 голосами против 6 предложил королю Пруссии Вильгельму принять императорскую корону Германии[4].
- 27 декабря
  - После выступления в парламенте на улице Мадрида расстреляна республиканцами карета премьер-министра Испании маршала Хуана Прима. Прим вскоре скончался от ран, временным премьер-министром стал адмирал Хуан Батиста Топете[40].
  - Вогёзская армия Джузеппе Гарибальди во Франции овладела Дижоном[38].
- 30 декабря — новый король Испании Амадей Савойский высадился в Картахене[40].

### Без точных дат
- В Москве учреждена Московская городская дума.
- В Нью-Йорке основана фирма по передвижке домов под названием Christian Vorndran’s Sons, и в США начало распространяться перемещение зданий и сооружений.
- В Киеве открыт главный вокзал "Киев-Пассажирский".

## Родились

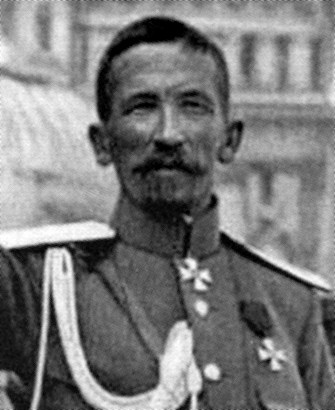
Лавр Корнилов

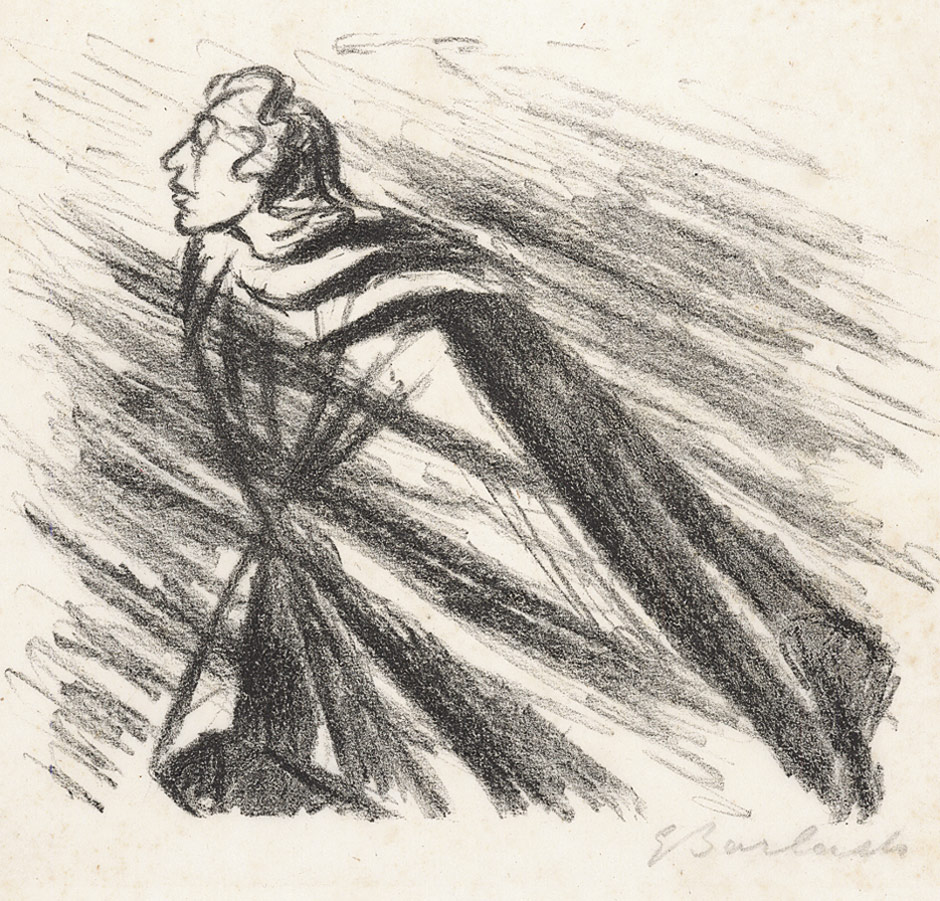
Эрнст Барлах. Неутомимая любовь. 1924

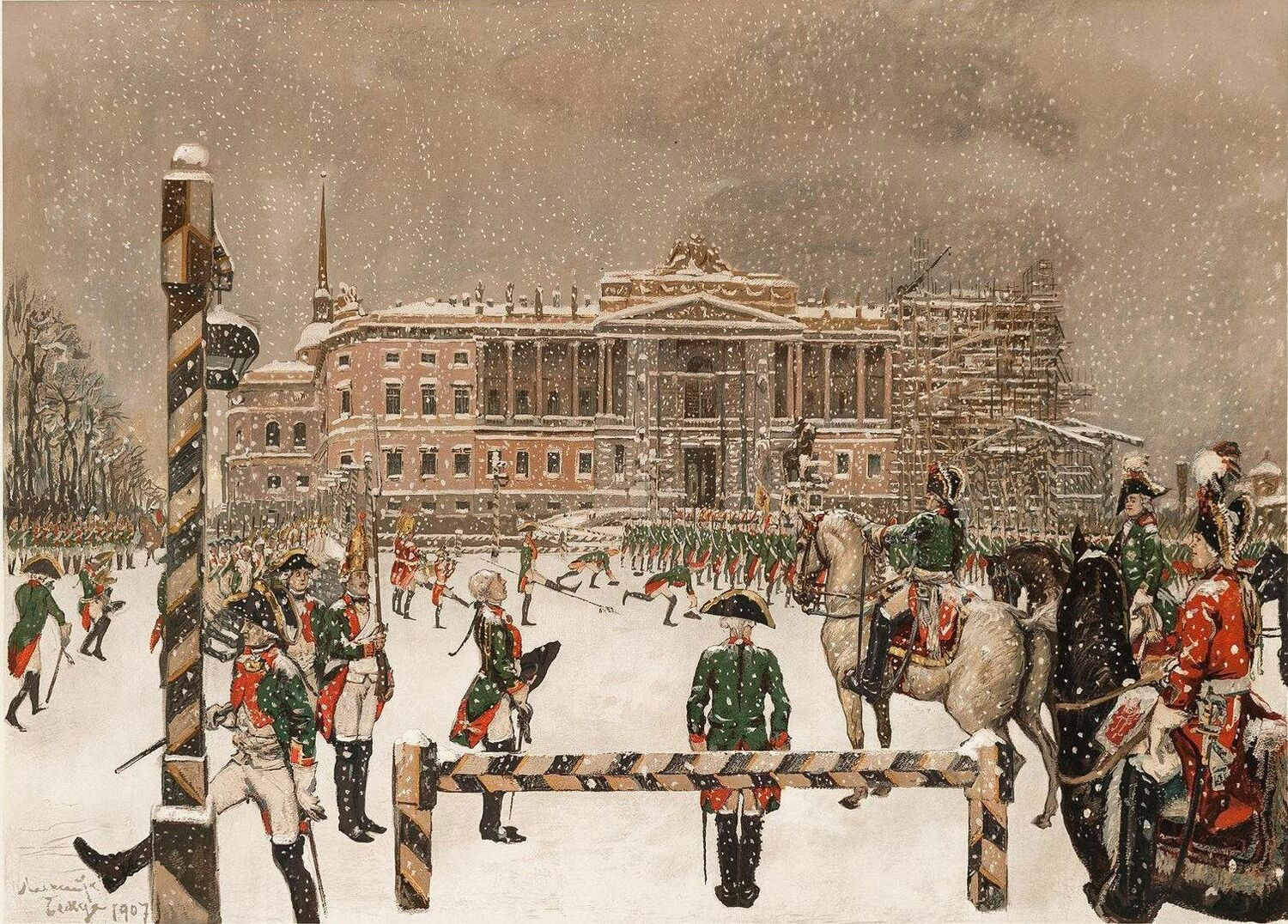
А. Бенуа. Вахтпарад при императоре Павле I. 1907

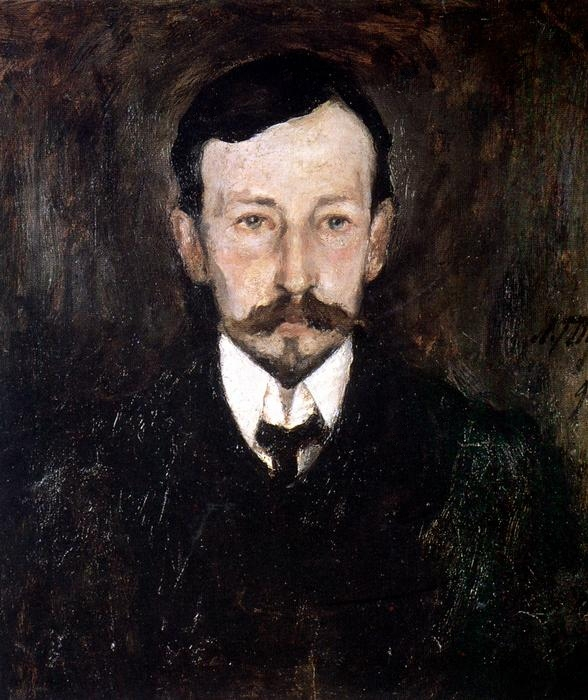
Иван Бунин

См. также: Категория:Родившиеся в 1870 году
- 2 января — Эрнст Барлах, выдающийся немецкий скульптор, график и писатель-экспрессионист (ум. в 1938).
- 4 января — Эргард Корлейс, хирург, старший врач подвижного лазарета им. Русского учительства.
- 12 января — Григорий Иванович Гуркин, алтайский художник (ум. в 1937).
- 13 января — Генрих Опеньский, польский композитор, музыковед, музыкальный педагог, музыкальный писатель, редактор (ум. в 1942).
- 1 февраля — Мотеюс Густайтис, литовский поэт и переводчик (ум. 1927).
- 14 февраля — Фёдор Дмитриевич Крюков, казак, русский писатель (ум. 1920).
- 7 февраля
  - Альфред Адлер, австрийский психолог, психиатр, создатель системы индивидуальной психологии (ум. в 1937).
  - Пётр Бернгардович Струве, русский философ, историк, экономист, общественный и политический деятель, публицист (ум. в 1944).
- 6 марта — Оскар Штраус, австрийский композитор (ум. 1954).
- 13 апреля — Иван Николаевич Перестиани, актёр и режиссёр русского и советского немого и звукового кино (ум. 1959).
- 14 апреля
  - Виктор Эльпидифорович Борисов-Мусатов — русский живописец-символист (ум. 1905).
  - Семён Эзрович Дуван, городской голова Евпатории, благотворитель (ум. 1957).
- 19 апреля — Вера Игнатьевна Гедройц, одна из первых в России женщин-хирургов, профессора хирургии, участник Русско-японской войны, прозаик и поэтесса Серебряного века.
- 22 апреля — Владимир Ильич Ленин, политический и государственный деятель, продолжатель марксизма и основатель СССР (ум. 1924).
- 23 апреля — Василий Александрович Ягодин, протоиерей, святой Русской православной церкви, причислен к лику святых как священномученик в 2000 году для общецерковного почитания (ум. 1937).
- 30 апреля — Франц Легар, венгерский композитор и дирижёр, автор оперетт, вальсов и симфонических произведений (ум. 1948).
- 3 мая — Александр Николаевич Бенуа — русский художник, историк искусства, художественный критик, основатель объединения «Мир искусства» (ум. 1960).
- 17 мая — Люцьян Рыдель, польский поэт и драматург (ум. в 1918).
- 19 мая — Альберт Гамильтон Фиш, американский серийный убийца и каннибал (казнён 1936).
- 29 мая — Сергей Иванович Спасокукоцкий, русский и советский учёный, хирург.
- 3 июля — Леонид Борисович Красин, российский революционер, советский государственный и партийный деятель (ум. 1926).
- 30 августа — Лавр Георгиевич Корнилов, русский путешественник-исследователь, военный дипломат, генерал Белой армии (убит 1918).
- 31 августа — Мария Монтессори, итальянский педагог, учёный, философ, гуманистка (ум. 1952)
- 7 сентября — Александр Иванович Куприн, русский писатель (ум. 1938).
- 23 сентября — Сергей Иннокентьевич Поварнин, русский философ и логик (ум. 1952).
- 30 сентября — Жан Батист Перрен, французский физик, лауреат Нобелевской премии по физике 1926 года (ум. 1942).
- 4 октября — Николай Иванович Ашмарин, российский языковед.
- 22 октября — Иван Алексеевич Бунин, русский писатель, лауреат Нобелевской премии по литературе 1933 года (ум. 1953).
- 25 ноября — Морис Дени, французский художник-символист, участник группы Наби (ум. 1943).
- 6 декабря — Николай Онуфриевич Лосский, русский мыслитель, религиозный философ, один из основателей направления интуитивизма в философии (ум. 1965).
- 10 декабря — Фердинанд Рущиц, польский художник (ум. 1936).
- 14 декабря — Карл Реннер, австрийский политический деятель, первый президент Австрии после Второй мировой войны (ум. 1950).

## Скончались
См. также: Категория:Умершие в 1870 году
- 15 января — Сильвен Сальнав, президент Гаити в 1867—1869 годах (род. 1826).
- 21 января — Александр Иванович Герцен, писатель, философ, теоретик русского социализма (род. 1812).
- 21 мая — Юзеф Коженевский, виленский медик (род. 1806).
- 6 июня — Фердинанд Петрович Врангель, русский мореплаватель, адмирал (род. 1797).
- 9 июня — Чарльз Диккенс, классик мировой и англоязычной литературы (род. 1812).